# Lomaspilis suffusa
Lomaspilis suffusa är en fjärilsart som beskrevs av Louis Beethoven Prout 1915. Lomaspilis suffusa ingår i släktet Lomaspilis och familjen mätare. Inga underarter finns listade i Catalogue of Life.